# 聚奎塔 (南平)
聚奎塔，亦称奎光塔、聚光塔，位于中国福建省邵武市和平镇和平村，明万历四十四年（1616年）始建，历时二十余年，于崇祯年间告竣，并由时任邵武知县的袁崇焕题写塔额“聚奎塔”三个大字。塔身砖构，六角五层壁边折上式，底层每边边长3.79米，通高27.81米（至塔刹顶部）。塔身上下五层，每层均设神龛，内置砖质神像。2009年11月16日公布为第七批福建省文物保护单位。